# Nissan

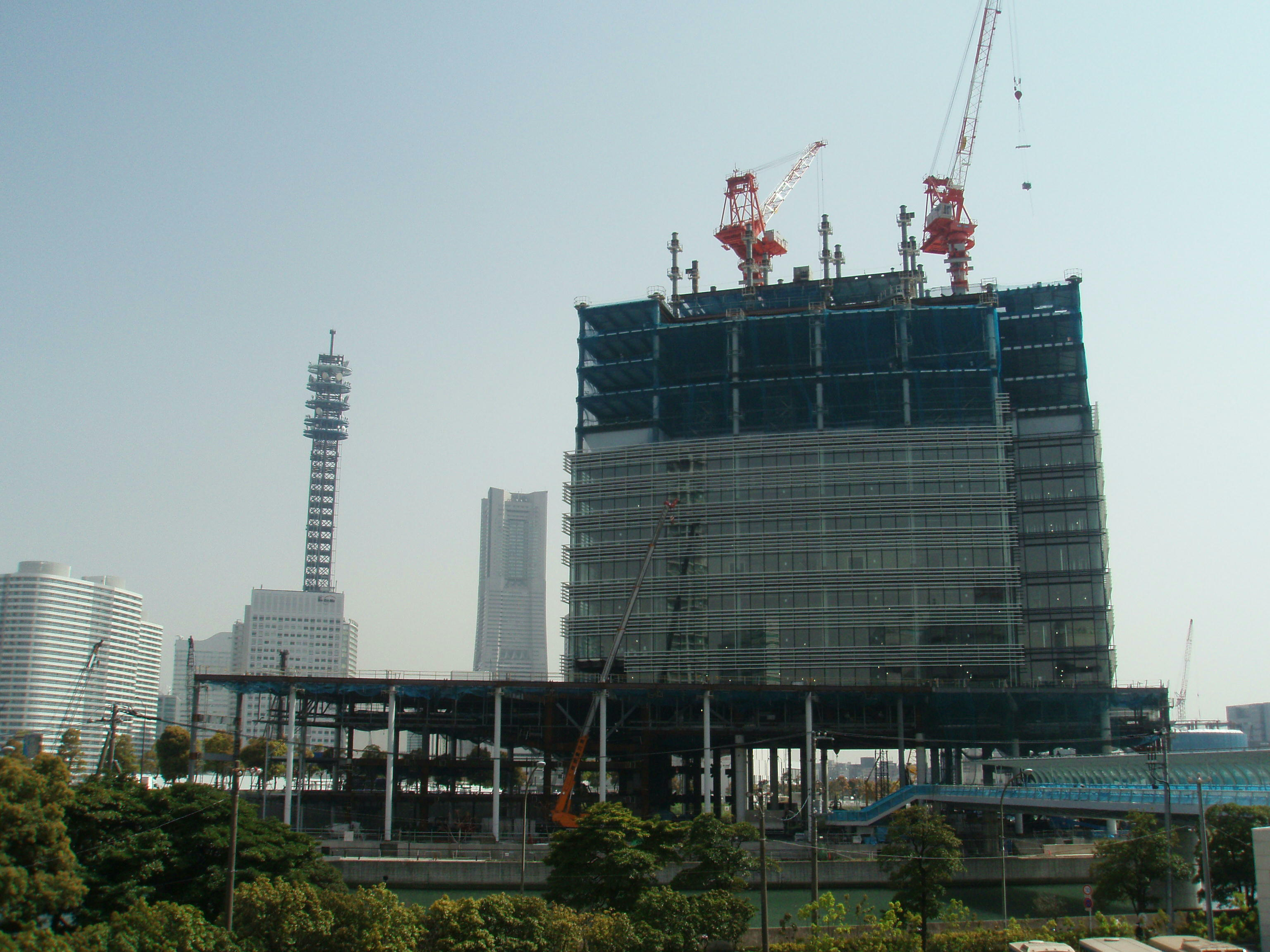
Trụ sở mới của Nissan đang được xây dựng

Công ty Cổ phần Ô tô Nissan (日産自動車株式会社, Nissan Jidōsha Kabushiki-gaisha) (TYO: 7201, NASDAQ: NSANY) là một nhà sản xuất ô tô của Nhật Bản và là một trong những nhà sản xuất ô tô lớn nhất thế giới.
Lưu ý: nhà sản xuất xe tải và xe bus "Nissan Diesel" là một công ty độc lập với Công ty Cổ phần Ô tô Nissan.
Trụ sở chính của công ty này đặt tại khu Ginza, Chūō-ku, Tokyo. Theo dự kiến, trụ sở hiện nay sẽ bị tháo dỡ vào năm 2013 và Nissan dự định sẽ chuyển trụ sở về Yokohama, Kanagawa vào năm 2010. Công trình mới đã được bắt đầu xây dựng từ năm 2007. Năm 1999, Nissan liên kết với hãng xe Renault của Pháp. Nissan là một trong ba đối thủ Nhật (cùng với Toyota, Honda) hàng đầu của "3 đại gia" sản xuất xe hơi của Mỹ. Hiện tại, đây là nhà sản xuất xe ô tô lớn thứ ba của Nhật Bản.
Động cơ Nissan VQ đã được vào danh sách 10 động cơ tiên tiến nhất của tạp chí Ward's Auto World trong mười hai năm liên tiếp từ khi danh sách ra đời.
Giống như người anh em Renault, cách phát âm từ Nissan có sự khác biệt giữa từng thị trường. Tại Mỹ, nó được phát âm là /ˈniːsɑːn/, trong khi ở Anh /ˈnɪsən/. Và trong tiếng Nhật thì lại là nịt-xăng.

## Các thương hiệu

Nismo
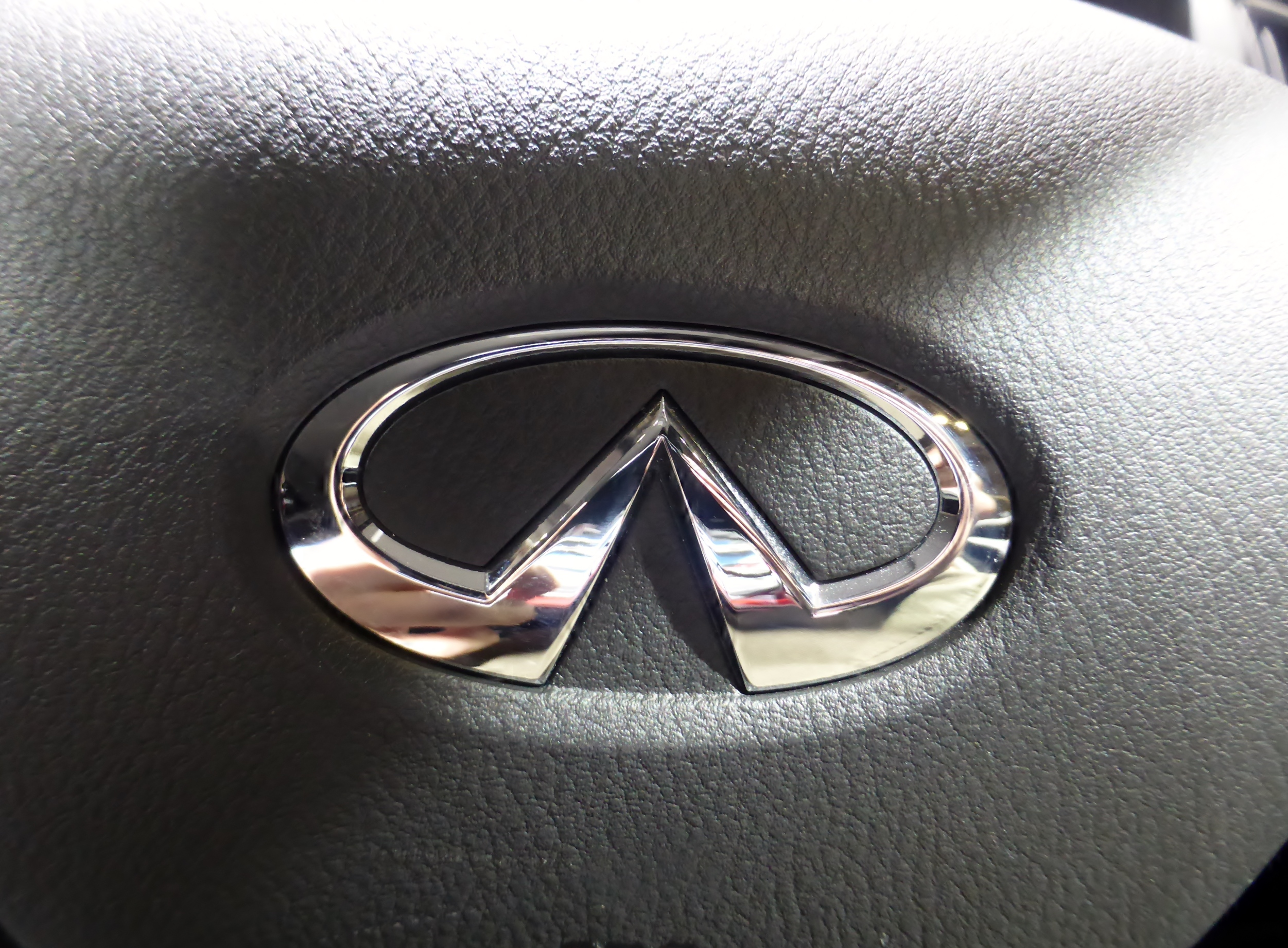
Infiniti

## Hình ảnh

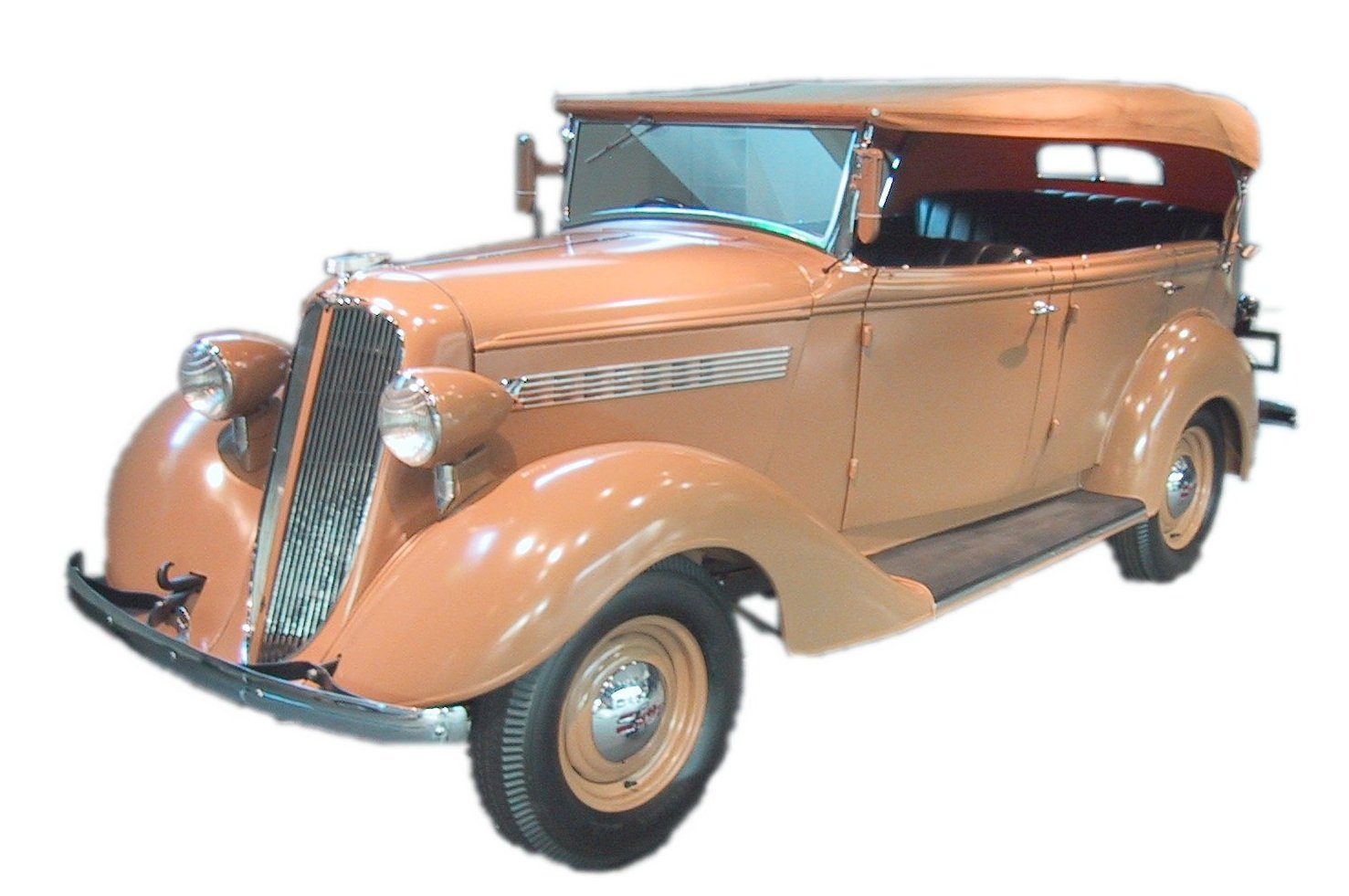
Nissan Model 70 Phaeton, 1938
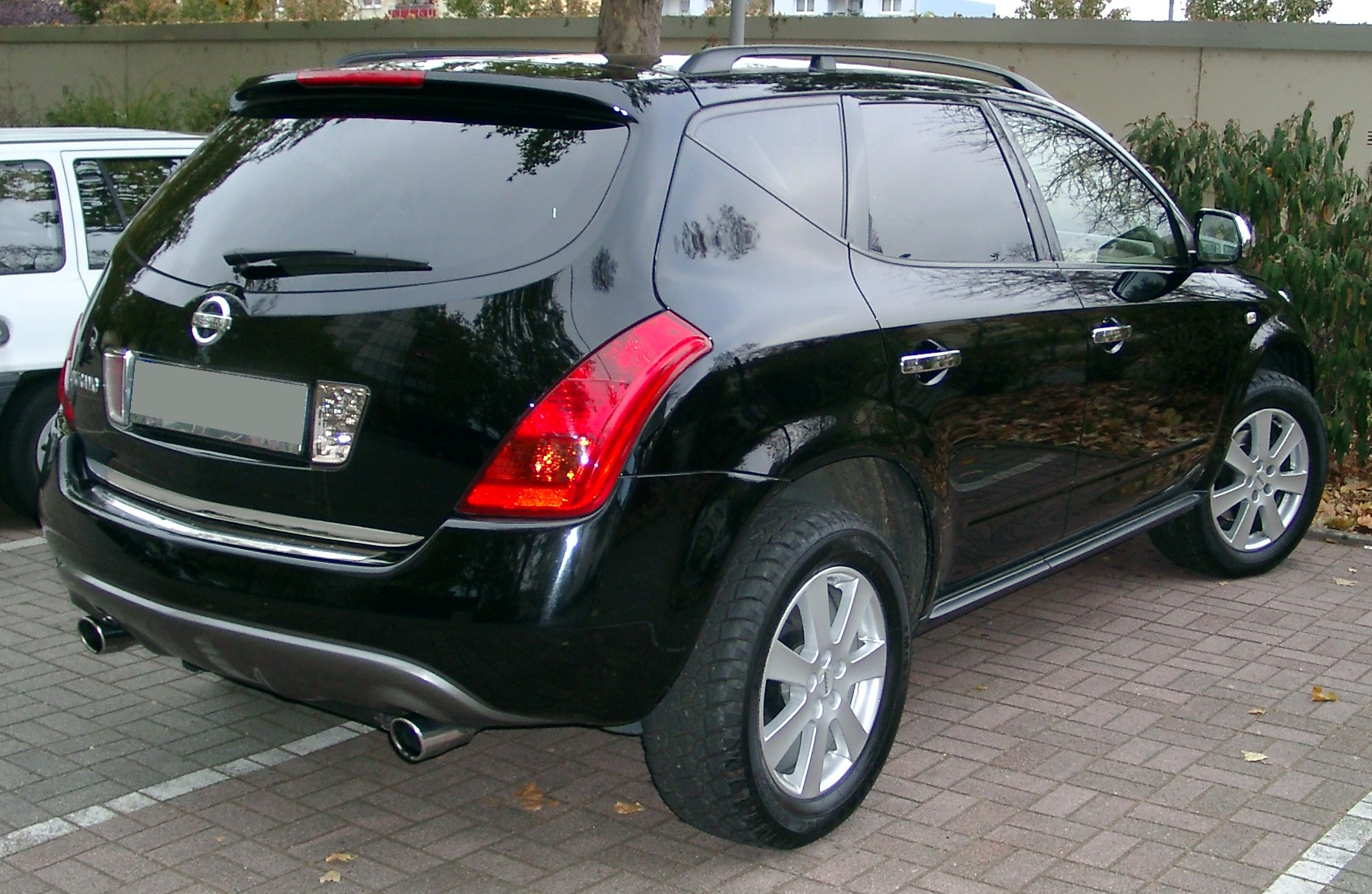
Xe Nissan Murano
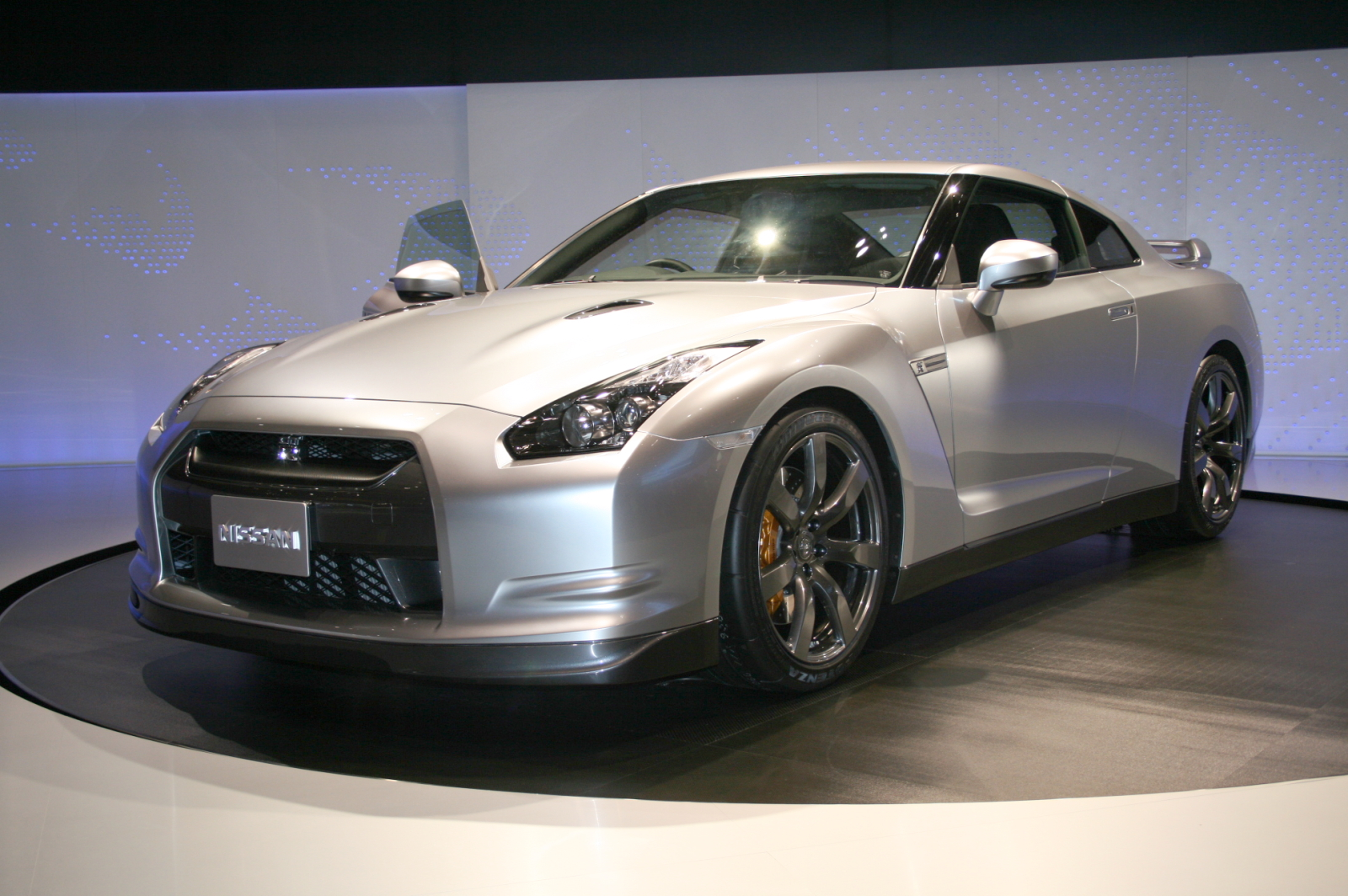
Nissan GT-R

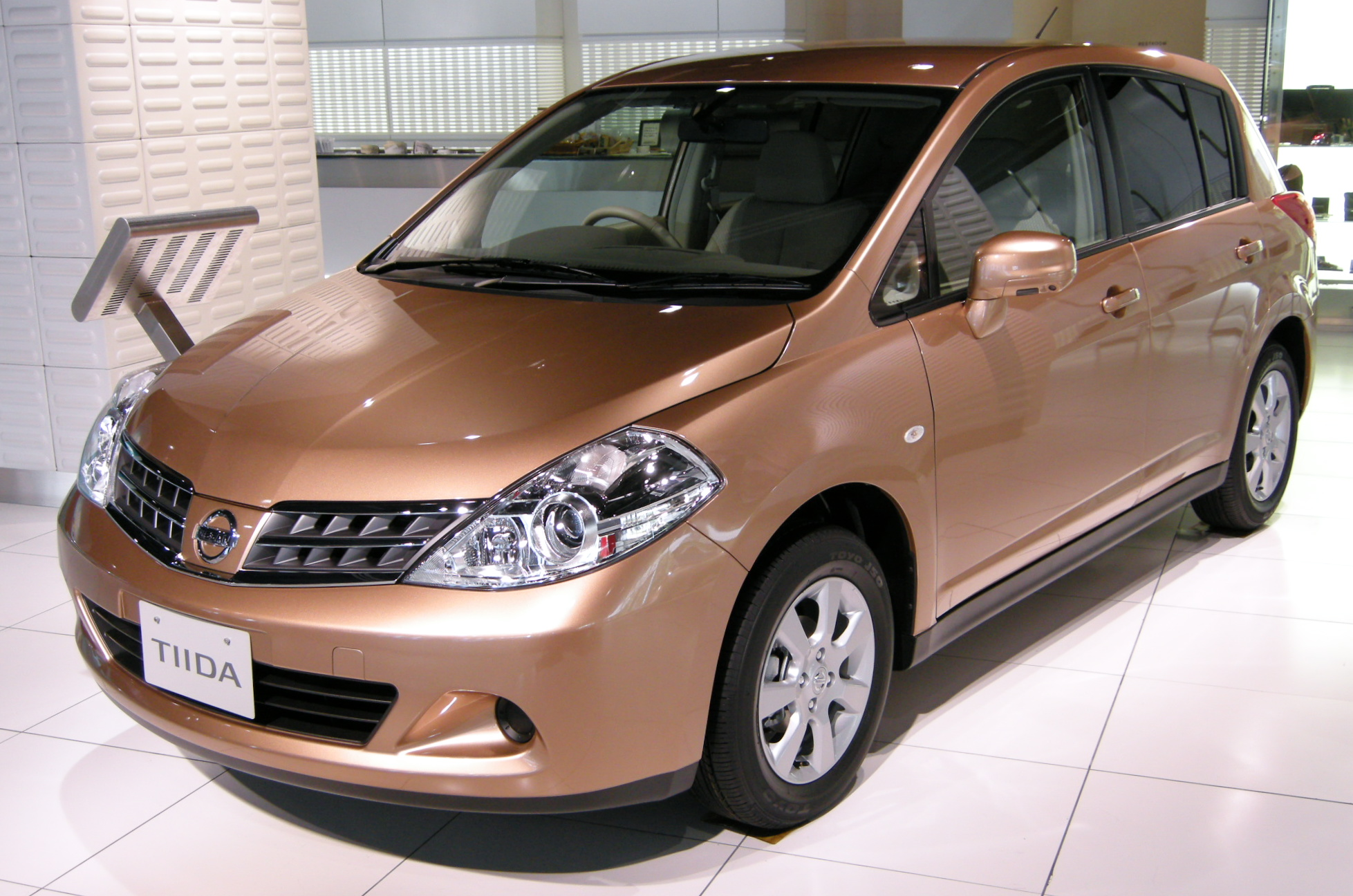
Nissan Tiida
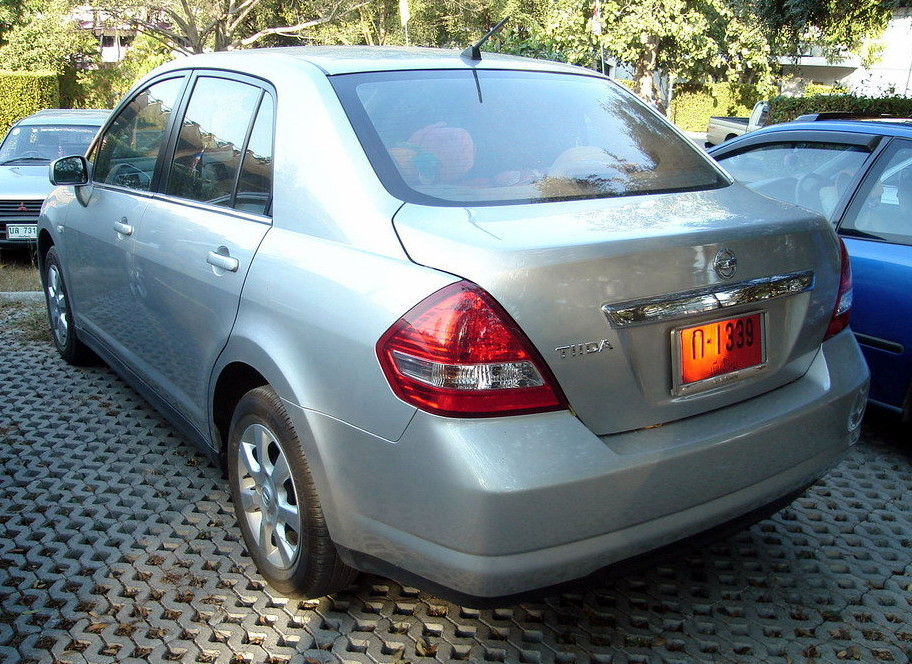
Nissan Tiida Sedan
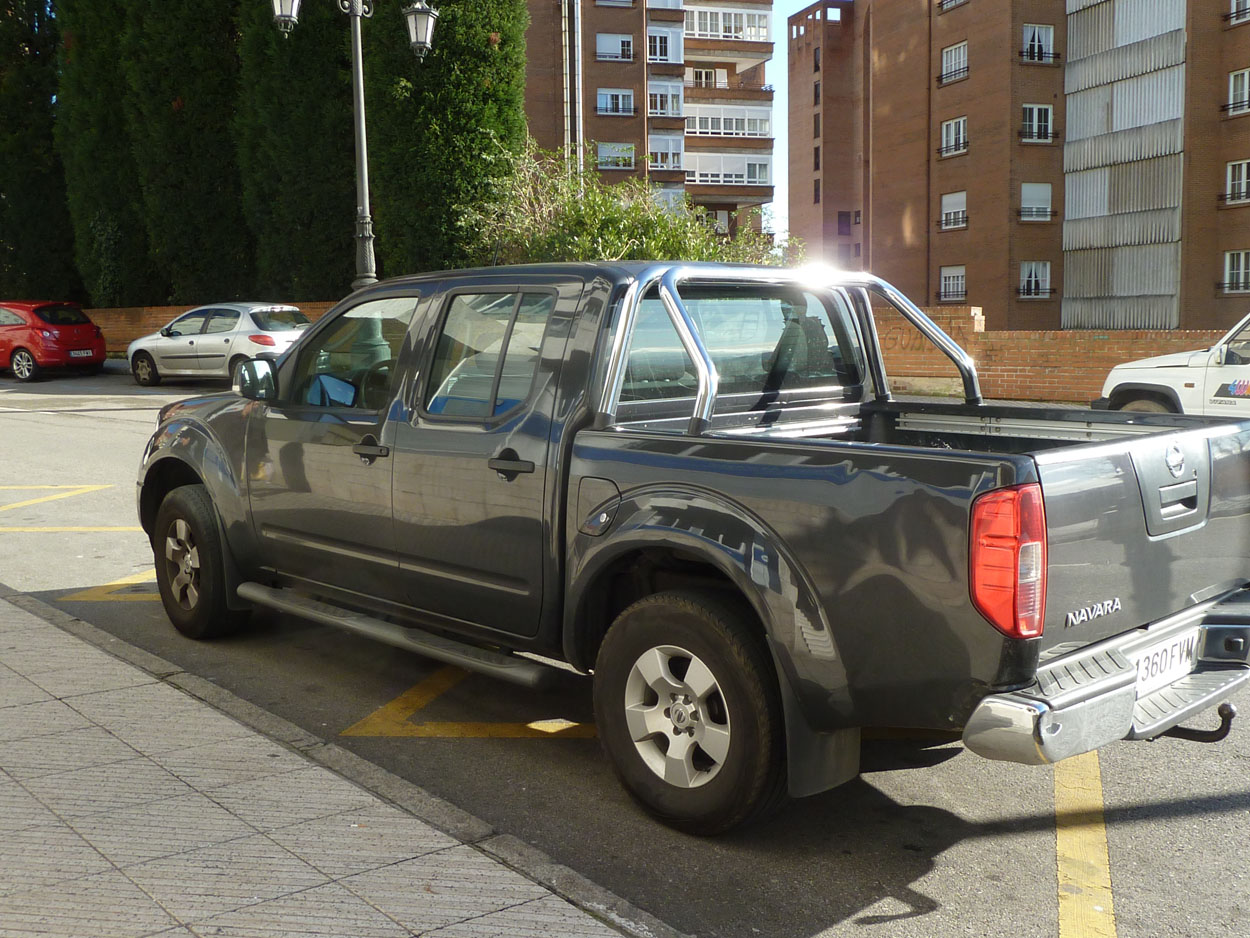
Nissan Navara "Vua xe bán tải"

## Liên kết
- Nissan Global website Lưu trữ ngày 7 tháng 12 năm 2010 tại Wayback Machine